# Jure Marić
Jure Marić (Kruševo kod Stoca, 1931. - ), hrvatski politički emigrant i revolucionar, jedan od utemeljitelja ekstremističke organizacije Hrvatskog revolucionarnog bratstva u Australiji 1961. godine.
Iz Jugoslavije je pobjegao 1957. godine.

## Povezani članak
- Državni terorizam

## Vanjske poveznice
- Nemilosrdne likvidacije političkih emigranata. Slobodna Dalmacija. 17. kolovoza 2000. Inačica izvorne stranice arhivirana 1. veljače 2009. Pristupljeno 30. rujna 2024.CS1 održavanje: bot: nepoznat status originalnog URL-a (link)
- Vijeće za utvrñivanje poratnih žrtava komunističkog sustava ubijenih u inozemstvu. 30. rujna 1999. Izvješće o radu od 28. travnja 1992. do 15. rujna 1999 (PDF). Inačica izvorne stranice arhivirana 4. rujna 2014. Pristupljeno 22. studenoga 2019.CS1 održavanje: bot: nepoznat status originalnog URL-a (link)